# Gura Văii, Argeș
Gura Văii este un sat în comuna Albota din județul Argeș, Muntenia, România.